# Lâu đài ở Oświęcim

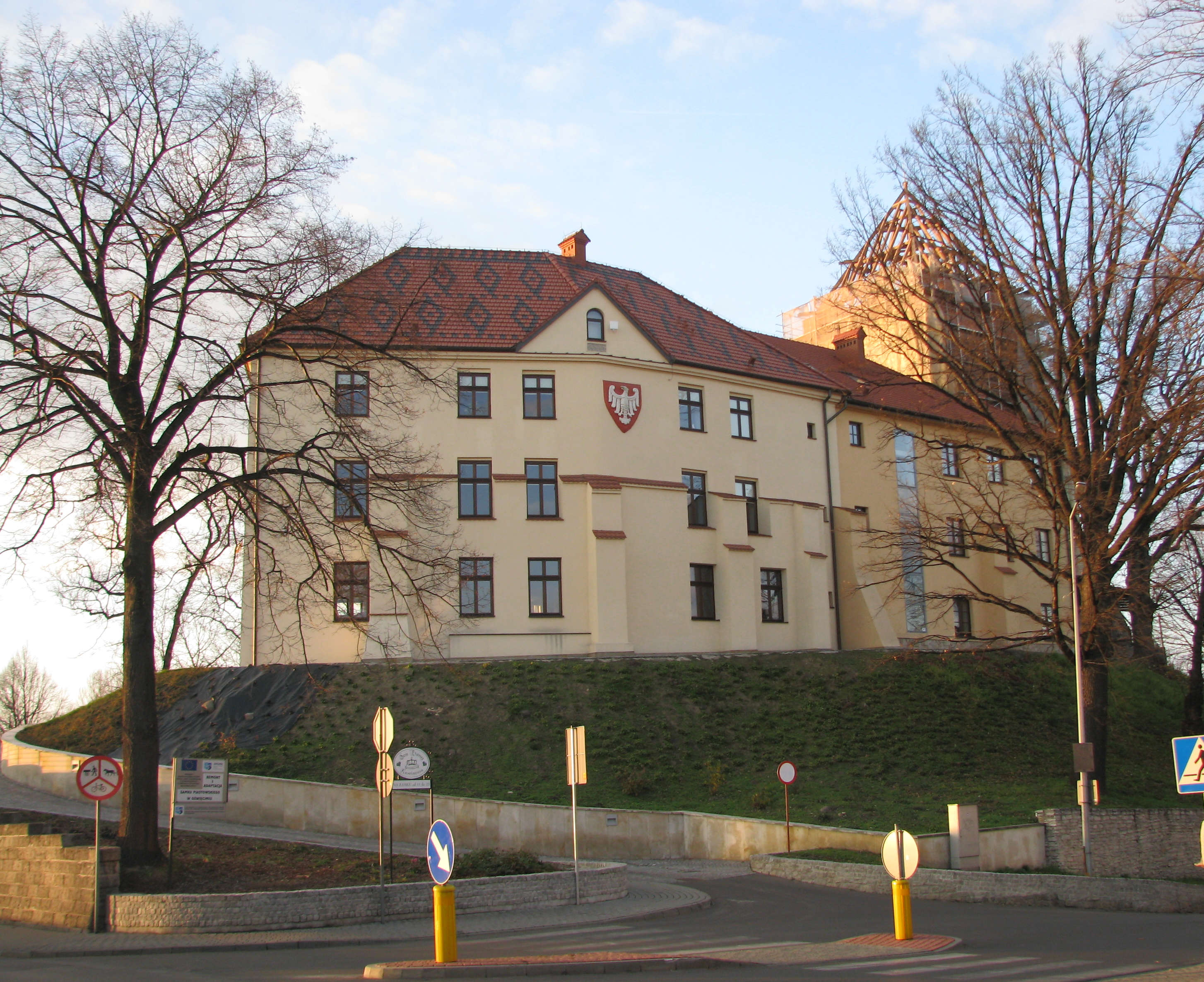
Lâu đài ở Oświęcim (nhìn từ phía đông vào năm 2008)

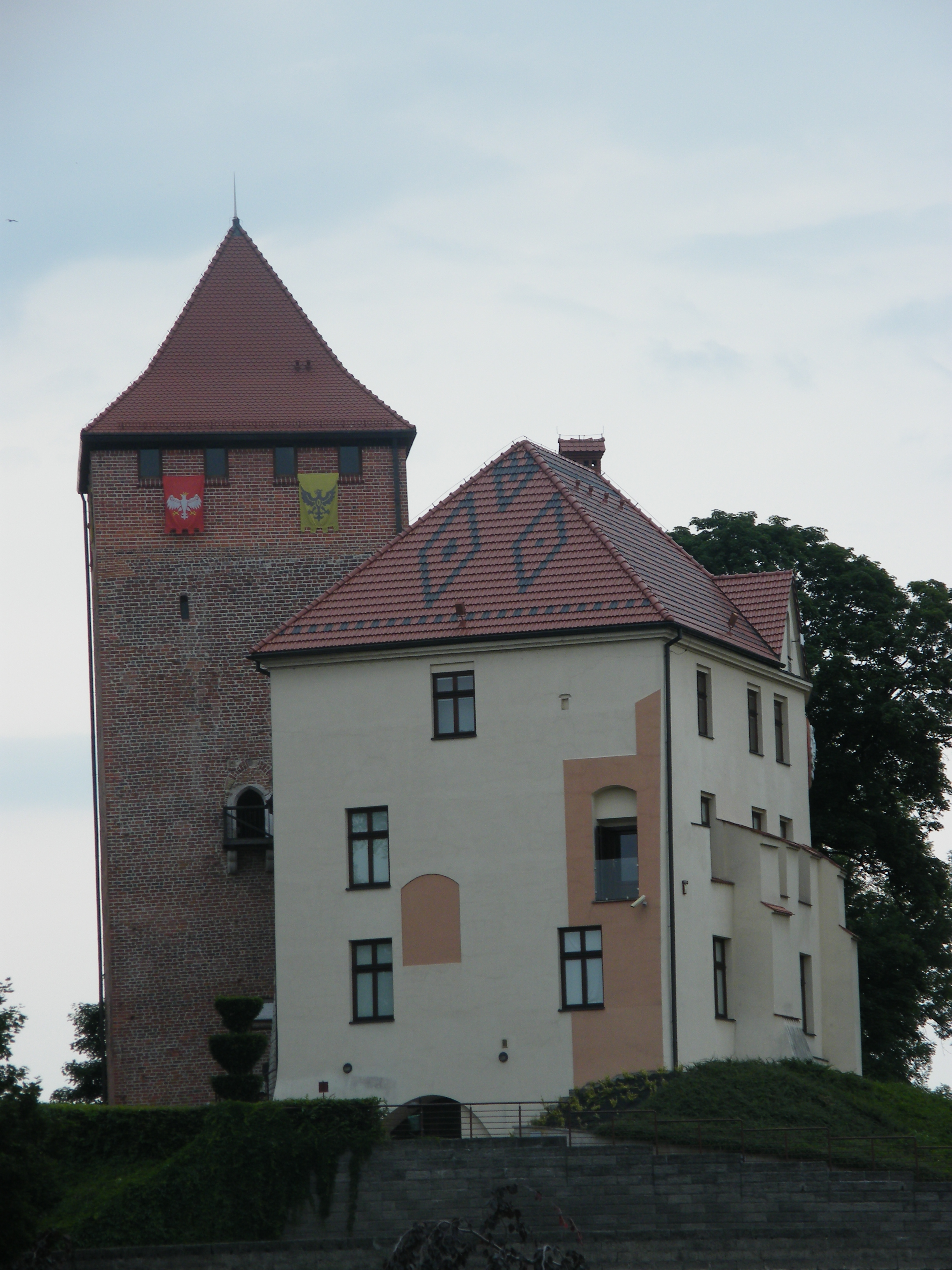
Lâu đài và tòa tháp (2014)

Lâu đài ở Oświęcim (tiếng Ba Lan: Zamek w Oświęcimiu) là một lâu đài lịch sử có từ thời Trung Cổ nằm trên một ngọn đồi ở thị trấn Oświęcim, Ba Lan. Công trình kiến trúc này có tên trong danh sách di tích.
Lâu đài bao gồm: một tòa tháp theo kiểu Gothic (có từ thế kỷ 13), một tòa nhà hai tầng với một tầng hầm được xây dựng trên một mặt bằng hình chữ nhật.

## Lịch sử
| Mốc lịch sử                        | Mô tả |
| ---------------------------------- | --- |
| 1177–1179                          | Lâu đài có những ghi chép đầu tiên.                                                                                    |
| Thế kỷ 13                          | Công tước Triều đại Piast - Casimir I của Opole xây dựng lại và củng cố lâu đài.                                       |
| Năm 1314 (hoặc 1315)               | Công tước xứ Oświęcim - Władysław I sở hữu lâu đài.                                                                    |
| 1414-1433                          | Công tước xứ Cieszyn và Oświęcim - Kazimierz I là chủ sở hữu tiếp theo.                                                |
| Năm 1503                           | Một trận hỏa hoạn đã diễn ra và thiêu rụi các tòa nhà bằng gỗ. Chỉ có mái hiên và nền móng của lâu đài là còn sót lại. |
| Năm 1534                           | Việc xây dựng lại lâu đài được hoàn thành.                                                                             |
| Trong Chiến tranh thế giới thứ hai | Lâu đài là nơi đóng quân của chính quyền Đức Quốc xã.                                                                  |
| Hiện nay                           | Lâu đài do chính quyền Oświęcim quản lý. Lâu đài và tòa tháp được trùng tu (từ năm 2007).                              |